# Вітхань
Вітхань (в'єт. Vị Thanh) — місто на півдні В'єтнаму, столиця провінції Хаузянг (з 2004 року).
Знаходиться приблизно за 60 км від міста Кантхо, з яким Вітхань з'єднує траса № 61, за 1930 км від Ханоя і за 211 км від Хошиміна.
Населення на 2009 рік — 41 713 осіб. Площа — близько 118 км².